# Ульяновское военное пехотное училище

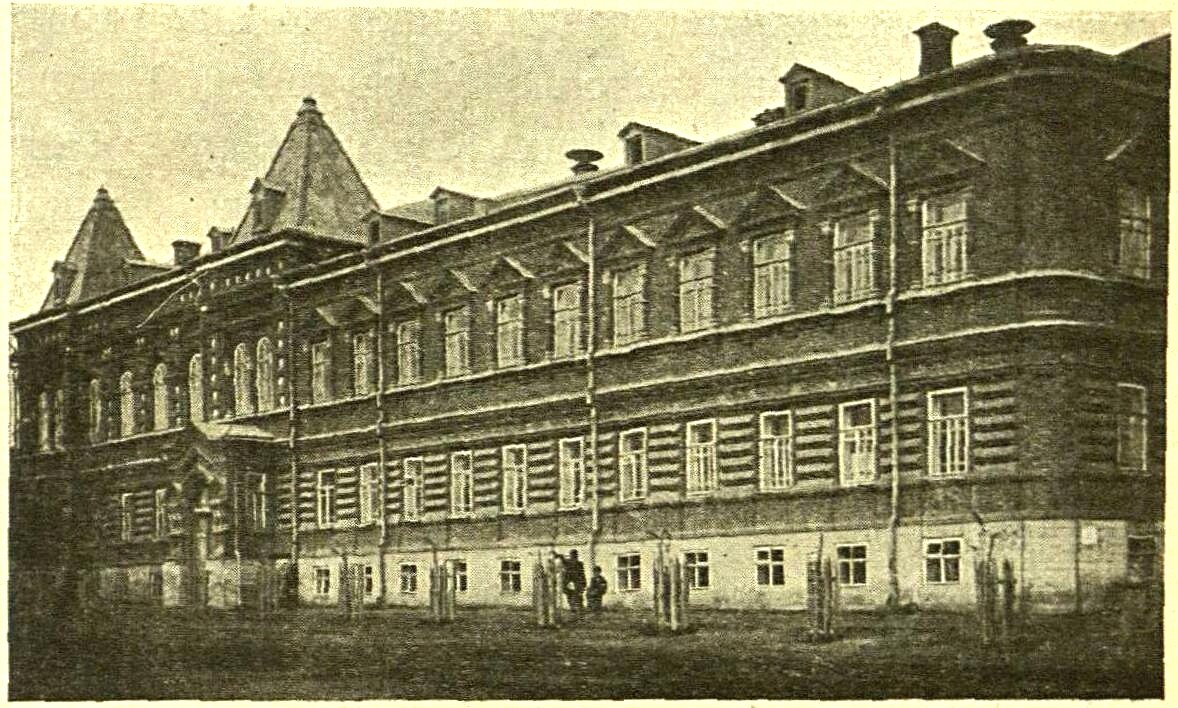
Бывший Николаевский дом призрения, где было сформировано Ульяновское пехотное училище, ныне Ульяновский институт гражданской авиации.

Ульяновское военное пехотное училище — военное училище в Ульяновске (ул. Можайского, 8), действовавшее в 1941—1946 годах. Готовило кадры для Рабоче-крестьянской Красной армии.                                                                                                                                        

## История
С началом Второй мировой войны перед Вооружёнными силами СССР возникла острая необходимость в новых офицерских кадрах, поэтому в тыловых городах в спешном порядке начали создаваться военные училища.
Формирование Ульяновского пехотного училища, согласно директиве Генерального штаба КА от 30.06.1941 г., было начато 15 июля 1941 г. в городе Ульяновске Куйбышевской области (с 1943 г. Ульяновская область) начальником Ульяновского гарнизона — начальником 1-го Ульяновского танкового училища полковником Р. Н. Шабалиным. 
Командиром учебного взвода курсантов в Ульяновском пехотном училище в 1941 г. был Дорофеев Анатолий Васильевич, будущий Герой Российской Федерации.
С 3 февраля 1942 г. при училище организованы курсы по подготовке младших лейтенантов с 2-х месячным сроком обучения. Начальником курсов назначен зам. командира 2-го батальона капитан И. А. Петров.
С сентября 1942 года по февраль 1943 года в Ульяновском пехотном училище на должности заместителя командира роты обучением курсантов занимался Якушев Михаил Иванович.
В январе 1943 года, за несколько недель до ожидаемого выпуска из училища в офицерском звании, всё училище было отправлено на Сталинградский фронт. 
За пять лет существования училища сменилось шесть начальников. Затем начался этап ликвидации училища, которое к 23 сентября 1946 года было расформировано.

## Начальники училища
С 17.07.1941 г. по 02.10.1945 г. училище возглавляли:
- полковник Стеньшинский Виктор Фёдорович[3],

- полковник Сергиенко Александр Елисеевич[4],

- с 4.1944 — полковник Богайчук Демьян Иосифович,

- с 02.10.1945 г. по 14.05.1946 г. начальником училища был гв. генерал-майор Васильев Иван Ермолаевич.

- С 16.05.1946 г. по 23.09.1946 г. временно исполняющими обязанности начальника училища были подполковники И. С. Шохин[5] и Л. И. Дубов[6][7].

## Известные выпускники
Училище окончили Герои Советского Союза:
1. Земляков Василий Иванович (выпуск 1942);
2. Васин Василий Иванович (выпуск 1942);
3. Гусев Иван Михайлович (выпуск 1941);
4. Топольский Арсентий Моисеевич (выпуск 1943);
5. Руденко Николай Иванович (выпуск 1946);
6. Дубин Ибрагим Хусаинович (выпуск 1941);
7. Турбин Виктор Андреевич (выпуск 1942);
8. Турченко Николай Архипович (выпуск 1942)[8];
9. Одегов Леонид Яковлевич (выпуск 1944)[9];

Выпускники:
- Сорокин Степан Андреевич (выпуск 1942);
- Болотнов Василий Фёдорович (выпуск 1942);
- Куликов Фёдор Михайлович (выпуск 1943);
- Нехорошев Юрий Иванович (выпуск 1942);
- Лытяков, Иван Фёдорович (выпуск 1942)[10] — заслуженный работник культуры РСФСР (1971)[11], занесён в региональную книгу Почёта «Герои малой Родины» [12][7].
- Маликин Лев Самойлович (выпуск 1943), полковник[13][14];
- Чекулаев Виктор Степанович (выпуск 1943) — заведующий кафедрой философии в Ульяновском сельхозинституте [15][16][7]
- Кузьмин Иван Николаевич (выпуск 1943) — доктор политических наук, профессор, доктор философии Берлинского университета имени Гумбольдта. Служба в ВС: 1948—1955 — в ГРУ Генерального штаба ВС, 1955—1991 — служба в КГБ СССР (1979—1984 — начальник кафедры Краснознамённого института им. Ю. В. Андропова, 1984—1991 — начальник информационно-аналитического отдела Представительства КГБ СССР при МГБ ГДР)[17] и другие.